# フィヒテル山地自然公園
フィヒテル山地自然公園（ドイツ語: Naturpark Fichtelgebirge  ）はザクセン州、バイエルン州、チェコ共和国の境界地帯にある面積1,020 km2の自然公園である。この公園はヴンジーデルのNaturpark Fichtelgebirge e V.により維持されている。

## 風景
フィヒテル山地は、テューリンゲンの森、フランケンヴァルトの森、オーバープファルツの森、エルツ山地が交差する位置にあり、広大な森林と牧草地がある。フィヒテルはドイツの主要な流域の一つであり、マイン川、ザーレ川、エーガー川、ナープ川の源流がある。主要な山にはシュネーベルク（標高1,051m）、オクセンコップ（標高1,024m）がある。主要な町はヴンジーデルとマルクトレドヴィッツである。

## レジャー
この地域でのスポーツ活動としては、ウォーキング、水泳、サイクリング、マウンテンバイク、冬のスキーやアイススケートがある。

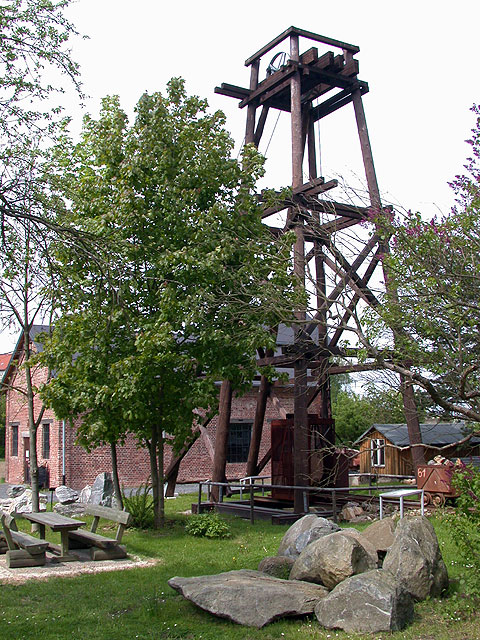
アルツベルクのクライナーヨハネス鉱山案内所

## 情報ポイント
次の情報ポイントがある。
- グラッセマン野外博物館（Freilandmuseum Grassemann）
  - 林業、特別展、主題別のイベント
  - Grassemann 3, 95485 Warmensteinach
- ヴァイセンシュタット案内所（ Infoscheune Weißenstadt）
  - 水–生命の源
  - BayreutherStraße, 95163 Weißenstadt
- クライナーヨハネス鉱山案内所（ Bergwerksinformationsstelle "Kleiner Johannes" ）
  - 鉱業と地質学
  - Altes Bergwerk 1, 95659 Arzberg
- ホイゼルロー採石場（ Schausteinbruch Häuselloh ）
  - 花崗岩の抽出と加工
  - EuropäischeNatur-undKulturlandschaftHäusellohe。 V、Hans Popp、 Dürrloh 395100 Selp
- ゼル案内所（ Informationsstelle Zell ）
  - フィヒテル山地の文化的景観-さまざまな生息地
  - Rathaus、Bahnhofstraße10、95239 Markt Zell im Fichtelgebirge

## 関連記事
- ドイツの自然公園のリスト（英語版）